# Tor Torkildsen
Tor Torkildsen (* 3. Juni 1932 in Trondheim; † 8. Juli 2006) war ein norwegischer Seemann, Reeder und Autor. Nach einem langen Leben auf Schiffen und in Reedereien debütierte Torkildsen 1994 als Autor mit dem Roman Stella Baltica. Im weiteren Verlauf schrieb er etwa 30 Bücher. Der Inhalt der Bücher baut sich auf seine Erfahrungen aus seiner Arbeit: Reederei und Boote, Häfen und Meere.

## Leben
Tor Torkildsen wurde in eine Seefahrerfamilie geboren. Vater und Großvater waren Kapitäne zur See und Torskildsen bekam eine Ausbildung, um die Reederei in der Heimatstadt zu übernehmen. Bevor er 1961 Chef der Reederei wurde, hatte er in der Seefahrt in London, Santos, Jakarta und Oslo gearbeitet. Torkildsen betrieb die Reederei 1961 bis 77. Danach betrieb er von 1977 bis 83 einen Freizeithafen in Schottland und arbeitete als Exportchef einer Elektronikfirma. 1989 wurde er als 57-Jähriger arbeitslos. Seit diesem Zeitpunkt beschäftigte er sich ernsthafter mit der Schreiberei.
In den letzten Jahren wohnte er ein halbes Jahr in Trondheim und das andere halbe Jahr in Thailand.

## Werke (Auswahl)

### Für Kinder und Jugendliche
- Lisa og Nils.

1. Piratene på Bali. 1995.
2. Gullskatten på revet. 1996.
3. Flukten på floden. 1997.
4. Diamanter i lasten. 1999.
5. Kapret på Bermuda. 2000.
6. Savnet i Alaska. 2001.
7. Forsvunnet på Ben Nevis. 2002.

- Peder.

1. Akterutseilt. 2003.
2. Skipbrudden. 2004.

Übersetzungen
- Richard Humble: Skip gjennom tidene. Cappelen, Oslo 1996, ISBN 82-02-15798-6.

### Für Erwachsene
Kriminalromane
- Stella Baltica. 1994.
- Dødt skip. 1995.
- På død manns kiste. 1996.
- Livbåten. 1997.

Brenning-Serie.
1. Brenning. 1999.
2. Gjensyn. 1999.
3. Nye tider. 1999.
4. Opprør. 2000.
5. Farlight flugt. 2000.
6. Storm og stille. 2000.
7. Albatrossen. 2000.
8. Maktkamp. 2000.
9. Brottsjø. 2000.
10. Slavenes kyst. 2000.
11. Till døden skiller. 2001.
12. Havets datter. 2001.
13. En nygenerasjon. 2001.
14. Tyfon. 2001.
15. Ukjent farvann. 2001.
16. Maria Theresa. 2002.
17. Forbudt kjærlighet. 2002.
18. Natt i Klondyke. 2003.
19. Forliset. 2002.
20. Teppefall. 2003.

| Personendaten    | Personendaten                               |
| ---------------- | ------------------------------------------- |
| NAME             | Torkildsen, Tor                             |
| KURZBESCHREIBUNG | norwegischer Romanautor, Reeder und Seemann |
| GEBURTSDATUM     | 3. Juni 1932                                |
| GEBURTSORT       | Trondheim, Norwegen                         |
| STERBEDATUM      | 8. Juli 2006                                |